# Alistair Petrie
Alistair Petrie (30 de septiembre de 1970) es un actor británico de cine, teatro y televisión. Es más conocido por su papel como Michael Groff en la serie de Netflix Sex Education.

## Biografía
Petrie se casó con la actriz Lucy Scott el 5 de marzo de 2003. Ese mismo año la pareja le dio la bienvenida a sus gemelos, Brodie y Cal Petrie.

## Carrera
En 2004 apareció en el video musical "Bellissimo" de la banda del británica Ilya.
En 2010 apareció en la película Gracie! donde interpretó al actor inglés Basil Dean.
En 2011 interpretó al coronel John Appleton en un episodio de la serie médica Holby City, anteriormente había aparecido por primera vez en la serie en 2002 donde dio vida a Mark Noble durante el episodio "Second Chances". Ese mismo año apareció como invitado en la serie Strike Back: Project Dawn donde interpretó a Kenneth Bratton, un ejecutivo y contrabandista de armas.
En 2013 se unió al elenco de la película Rush donde interpretó al piloto de automovilismo de velocidad británico Stirling Moss. Ese mismo año interpretó al detective inspector de la policía Spencer Holland en la película Vendetta.
En 2014 apareció como invitado en un episodio de la serie Sherlock donde dio vida al mayor James Sholto, un veterano de guerra y amigo de John Watson (Martin Freeman).
En 2015 apareció en la película Victor Frankenstein donde interpretó al Inspector en Jefe de la policía.
En 2016 se unió al elenco recurrente de la primera temporada de la serie The Night Manager donde da vida al criminal Sandy Langbourne, un empleado y mano derecha del criminal Richard Ropper (Hugh Laurie), hasta ahora.
En abril de 2016 se reveló que Alistair aparecería en la película Rogue One: una historia de Star Wars, un miembro del grupo de los rebeldes quienes intentan destruir la estrella de la muerte del Imperio.

## Filmografía[3]

### Televisión
| Año         | Título                                           | Personaje                 | Notas                                |
| ----------- | ------------------------------------------------ | ------------------------- | ------------------------------------ |
| TBA         | Death by Lightning                               | John Sherman              | Miniserie                            |
| 2025        | Andor                                            | General Draven            | Personaje regular                    |
| 2023        | The Following Events Are Based on a Pack of Lies | Dr. Robert Chance         | Protagonista                         |
| 2023        | Funny Woman                                      | Ted Sargent               |                                      |
| 2022        | Why Didn't They Ask Evans?                       | Reverendo Richard Jones   | Personaje regular                    |
| 2020        | Agatha and the Midnight Murders                  | Sir Malcolm Campbell      | Película para televisión             |
| 2019-2023   | Sex Education                                    | Mr. Groff                 | Personaje regular                    |
| 2017        | Genius                                           | Heinrich Weber            | Episodio # 1.1                       |
| 2017        | The Terror                                       | Dr. Stephen Stanley       | 4 episodios                          |
| 2016        | Harley and the Davidsons                         | Edsel Ford                | episodio "Legacy" (miniserie)        |
| 2016        | New Blood                                        | Charles Matherson         | 2 episodios                          |
| 2016        | The Night Manager                                | Sandy Langbourne          | 6 episodios (miniserie)              |
| 2016        | Undercover                                       | Robert Greenlaw           | 6 episodios (miniserie)              |
| 2014        | The Game                                         | Andrew                    | Episodio # 1.4                       |
| 2014        | Vera                                             | Stuart Bayliss            | Episodio: "On Harbour Street"        |
| 2014        | Sherlock                                         | James Sholto              | Episodio # 3.3 ("The Sign of Three") |
| 2013 - 2014 | Utopia                                           | Geoff                     | 10 episodios                         |
| 2013        | The Escape Artist                                | Julian Fowkes             | Episodio: "Part 1" (miniserie)       |
| 2012        | Whitechapel                                      | Dr. Simon Mortlake        | 2 episodios                          |
| 2011        | Death in Paradise                                | Gordon Foster             | Episodio # 1.5                       |
| 2011        | Strike Back: Project Dawn                        | Kenneth Bratton           | 2 episodios                          |
| 2011        | Holby City                                       | Coronel John Appleton     | Episodio: "No Credit, No Blame"      |
| 2011        | Midsomer Murders                                 | Clifford Bunting          | Episodio: "Not in My Back Yard"      |
| 2008        | Mutual Friends                                   | Carl Cato                 | 4 episodios                          |
| 2007        | Cranford                                         | Mayor Gordon              | 2 episodios                          |
| 2007        | The Whistleblowers                               | Christopher Rowe          | Episodio: "No Child Left Behind"     |
| 2006        | Perfect Disaster                                 | Doug                      | Episodio: "Mega Flood"               |
| 2002 - 2003 | The Forsyte Saga                                 | George Forsyte            | 10 episodios (miniserie)             |
| 2002        | Celeb                                            | Fotógrafo                 | Episodio: "The Guest"                |
| 1999        | Dalziel and Pascoe                               | James Westropp (de joven) | Episodio: "Recalled to Life"         |
| 1999        | My Wonderful Life                                | Ollie                     | Episodio: "Chinese Walls"            |
| 1998        | Jonathan Creek                                   | Duncan Proctor            | 2 episodios                          |
| 1998        | Game-On                                          | Charles                   | Episodio: "Wedding Day"              |
| 1994        | All Quiet on the Preston Front                   | Big Matt                  | Episodio: "Diesel's Garage"          |
| 1993        | The Scarlet and the Black                        | Hussar                    | Episodio # 1.3 (miniserie)           |
| 1993        | Demob                                            | Hodges                    | 2 episodios                          |

### Cine
| Año  | Título                               | Personaje                      | Notas |
| ---- | ------------------------------------ | ------------------------------ | --- |
| 2024 | Magpie                               | Richard                        | Junto a Daisy Ridley, Shazad Latif y Matilda Lutz                                                           |
| 2021 | The Cursed (Eight for Silver)        | Seamus Laurent                 | Junto a Boyd Holbrook y Kelly Reilly                                                                        |
| 2020 | Sulphur and White                    | Jeff                           | Junto a Mark Stanley, Anna Friel y Hugo Stone                                                               |
| 2019 | Hellboy                              | Lord Adam Glaren               | Junto a David Harbour                                                                                       |
| 2016 | Rogue One: una historia de Star Wars | General Draven                 | Junto a Felicity Jones, Diego Luna, Riz Ahmed, Ben Mendelsohn, Donnie Yen, Forest Whitaker y Mads Mikkelsen |
| 2015 | Victor Frankenstein                  | Inspector en Jefe              | Junto a James McAvoy, Daniel Radcliffe, Jessica Brown-Findlay, Andrew Scott y Mark Gatiss                   |
| 2014 | A Little Chaos                       | De Ville                       | Junto a Alan Rickman, Matthias Schoenaerts, Danny Webb, Kate Winslet, Steven Waddington y Adrian Schiller   |
| 2013 | Vendetta                             | Inspector Jefe Spencer Holland | Junto a Danny Dyer, Vincent Regan, Roxanne McKee, Ricci Harnett y Nick Nevern                               |
| 2013 | Rush                                 | Stirling Moss                  | Junto a Chris Hemsworth, Daniel Brühl, Natalie Dormer, Alexandra Maria Lara y Pierfrancesco Favino          |
| 2010 | Gracie!                              | Basil Dean                     | Junto a Jane Horrocks, Tom Hollander, David Dawson, Ellie Haddington, Tony Haygarth y Ruth Kearney          |
| 2008 | The Duchess                          | Heaton                         | Junto a Keira Knightley, Ralph Fiennes, Hayley Atwell, Charlotte Rampling, Dominic Cooper y Simon McBurney  |
| 2008 | The Bank Job                         | Philip Lisle                   | Junto a Jason Statham, Saffron Burrows, Stephen Campbell Moore, James Faulkner y Daniel Mays                |
| 1996 | Emma                                 | Robert Martin                  | Junto a Kate Beckinsale, Mark Strong, Samantha Bond, Dominic Rowan, Prunella Scales y Olivia Williams       |

### Teatro
| Año  | Obra                            | Personaje       | Director (a)     | Teatro             | Notas                                                                   |
| ---- | ------------------------------- | --------------- | ---------------- | ------------------ | ----------------------------------------------------------------------- |
| 2014 | Shakespeare In Love             | Earl of Wessex  | Declan Donnellan | Coward Theatre     | junto a Tom Bateman y David Oakes                                       |
| 2010 | That Face                       | Hugh            | -                | Crucible Theatre   | junto a James Norton, Leila Mimmack y Frances Barber                    |
| 2009 | Time and the Conways            | -               | Rupert Goold     | National Theatre   | junto a Francesca Annis, Adrian Scarborough y Hattie Morahan            |
| 2006 | Pravda                          | -               | Jonathan Church  | Chichester Theatre | junto a Roger Allam y Oliver Dimsdale                                   |
| 2005 | Henry IV Part 1 & 2             | Edmund Mortimer | -                | National Theatre   | junto a Michael Gambon                                                  |
| 2005 | His Dark Materials              | Iorek           | Nicholas Hytner  | National Theatre   | junto a Michelle Dockery, David Harewod, Elliot Levey y Lesley Manville |
| -    | The Importance of Being Earnest | -               | -                | National Theatre   | -                                                                       |
| -    | Playing With Fire               | -               | -                | National Theatre   | -                                                                       |

### Videojuegos
| Año  | Título                           | Personaje             | Notas |
| ---- | -------------------------------- | --------------------- | ----- |
| 2022 | A Plague Tale: Requiem           | Conde Victor de Arles | Voz   |
| 2024 | Flintlock: The Siege of Dawn     | Enki                  | Voz   |
| 2024 | Warhammer 40,000: Space Marine 2 | Lord Imurah           | Voz   |